# Vordergsäng
Vordergsäng ist ein Weiler des Kneippheilbades Bad Grönenbach im Landkreis Unterallgäu in Bayern.

## Geografie

### Topographie
Der Weiler Vordergsäng liegt rund vier Kilometer südöstlich von Bad Grönenbach, auf einer Höhe von 810 m ü. NHN. Er grenzt im Osten an die Einöde Hintergsäng sowie im Westen an Niedergsäng. Nordwestlich liegt das Dorf Ittelsburg.

### Geologie
Der Untergrund von Vordergsäng ist zweigeteilt. Im westlichen Bereiche besteht dieser aus der ungegliederten Oberen Süsswassermolasse, welche im Miozän gebildet wurde. Der Boden besteht dabei aus Tonen, Schluff, Mergel, Sand und zum Teil aus Kies. Der östliche Teil von Vordergsäng liegt auf einer Altmoräne mit Endmoränenzügen aus der Mindeleiszeit des Pleistozäns. Der Boden besteht zum Teil aus Vorstoßschotter und Konglomerat, sowie Kies, Sand, Tonen und Schluff.

## Geschichte
Vordergsäng wird im Urbar der Herrschaft Grönenbach/Rothenstein 1512 erstmals erwähnt, in welchem die von Pappenheimer Güter hatten.

## Baudenkmäler
Jeweils rund 300 Meter vom Weiler entfernt befinden sich zwei Burgställe. Nordwestlich ist dies der Burgstall Stumpfbühl aus dem 15. Jahrhundert, im Süden in leicht westlicher Richtung, vermutlich aus dem 12. Jahrhundert, der Burgstall Neuittelsburg. Von beiden Burgställen sind nur noch Burghügel erhalten.